# Thames (Nuova Zelanda)
Thames (IPA /tɛmz/; in maori Hauraki) è una località della Nuova Zelanda nella regione di Waikato.
Si trova sulla penisola di Coromandel nell'Isola del Nord.
Affacciata sul Firth of Thames nei pressi dell'estuario del fiume Waihou, è sede del consiglio del distretto di Thames-Coromandel.
Thames fu in un certo periodo la seconda città più grande della Nuova Zelanda, dopo Dunedin e prima di Auckland, per via della corsa all'oro scoppiata nella sua regione. Dopo la corsa all'oro, la popolazione di Thames iniziò a decrescere, sebbene non sostanzialmente, rimanendo pressoché stabile fino ai giorni nostri; la città, comunque, perse di importanza rispetto alla non distante Auckland. Ancora oggi, però, resta il più grande centro della Penisola di Coromandel. Al censimento del 2006 la popolazione ammontava a 6 756 abitanti, con un aumento di 51 unità dal 2001. Fino al 2016, una storica e maestosa quercia piantata dal governatore George Grey si ergeva all'incrocio tra la Grey e la Rolleston street.